# ハビヒツブルク城
ハビヒツブルク城（ドイツ語: Habichtsburg）は、現在のスイス北部アールガウ州の中央に築かれた古城。「大鷹の城」を意味する。時を経てハプスブルク城（Habsburg）と呼ばれるようになり、ハプスブルク家の家名の由来となった。
ハプスブルクが原音で「ハープスブルク」と発音されるのと同様、こちらも原音では「ハービヒツブルク」と発音される。

## 歴史

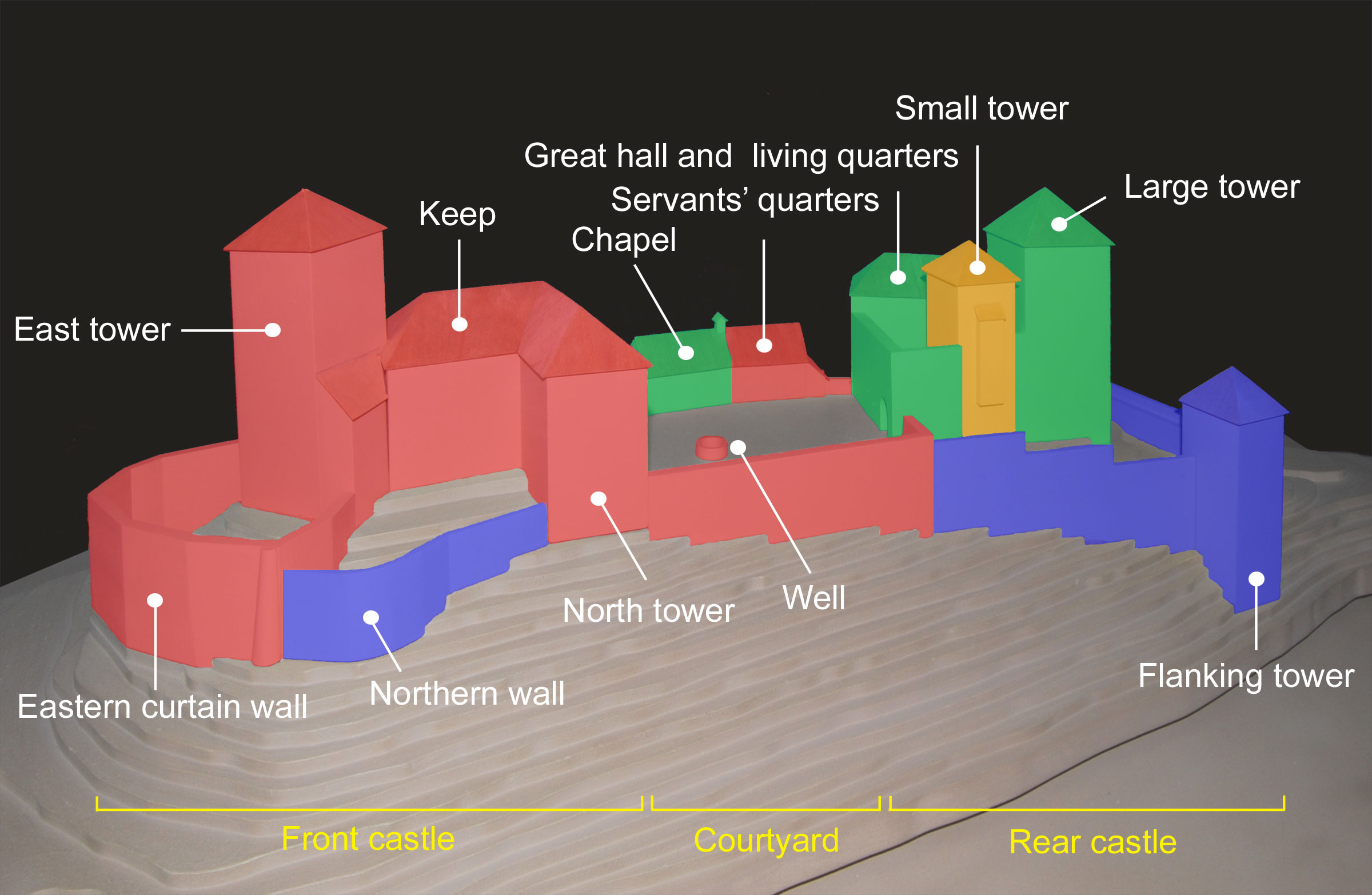
赤：1100年以前に建築
青：1100年から1250年の間に建築
黄：1100年以前に建築
緑：1100年から1250年の間に建築
礼拝堂を除いて、緑色と黄色の建物が現存

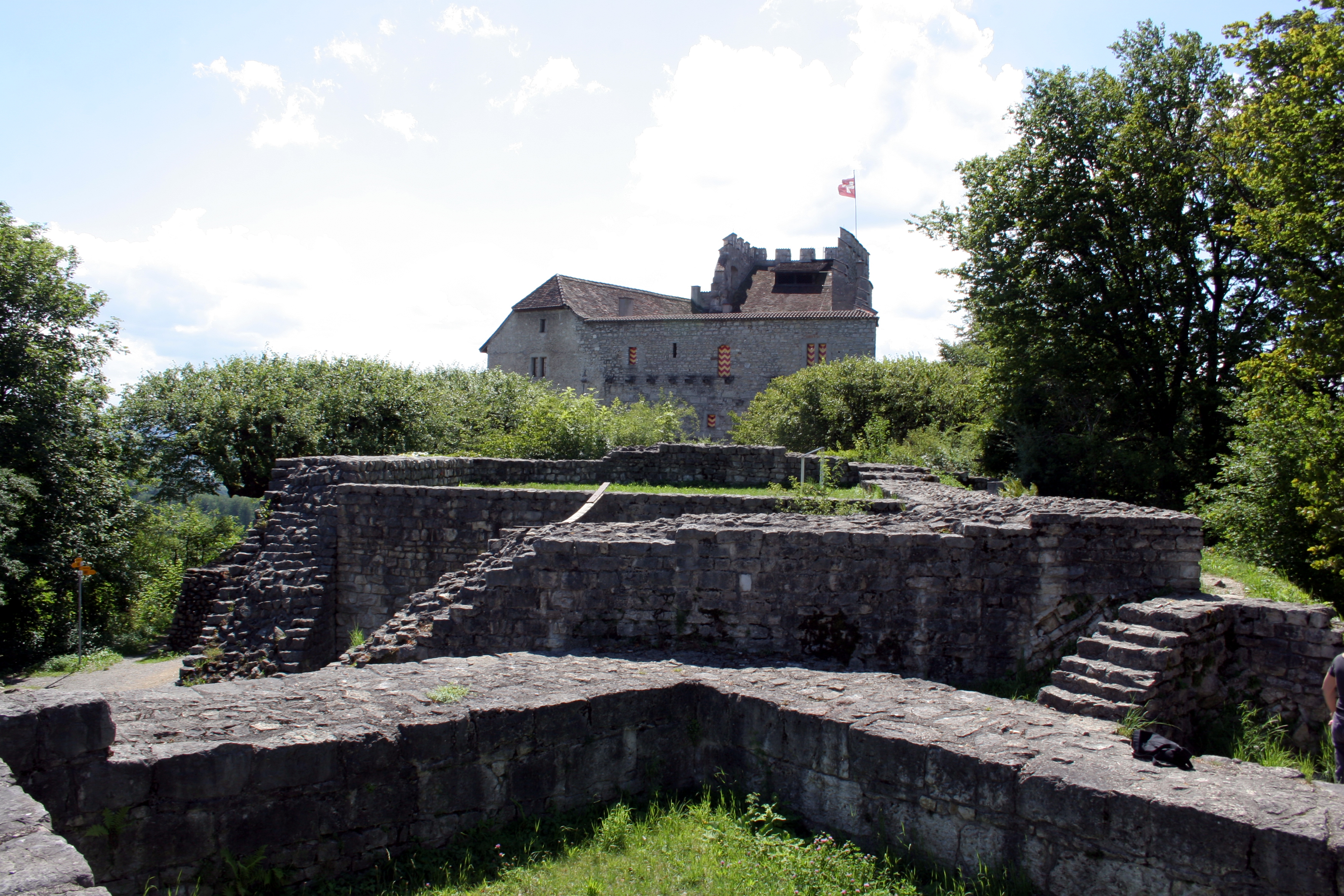
廃墟側から見たハプスブルク城

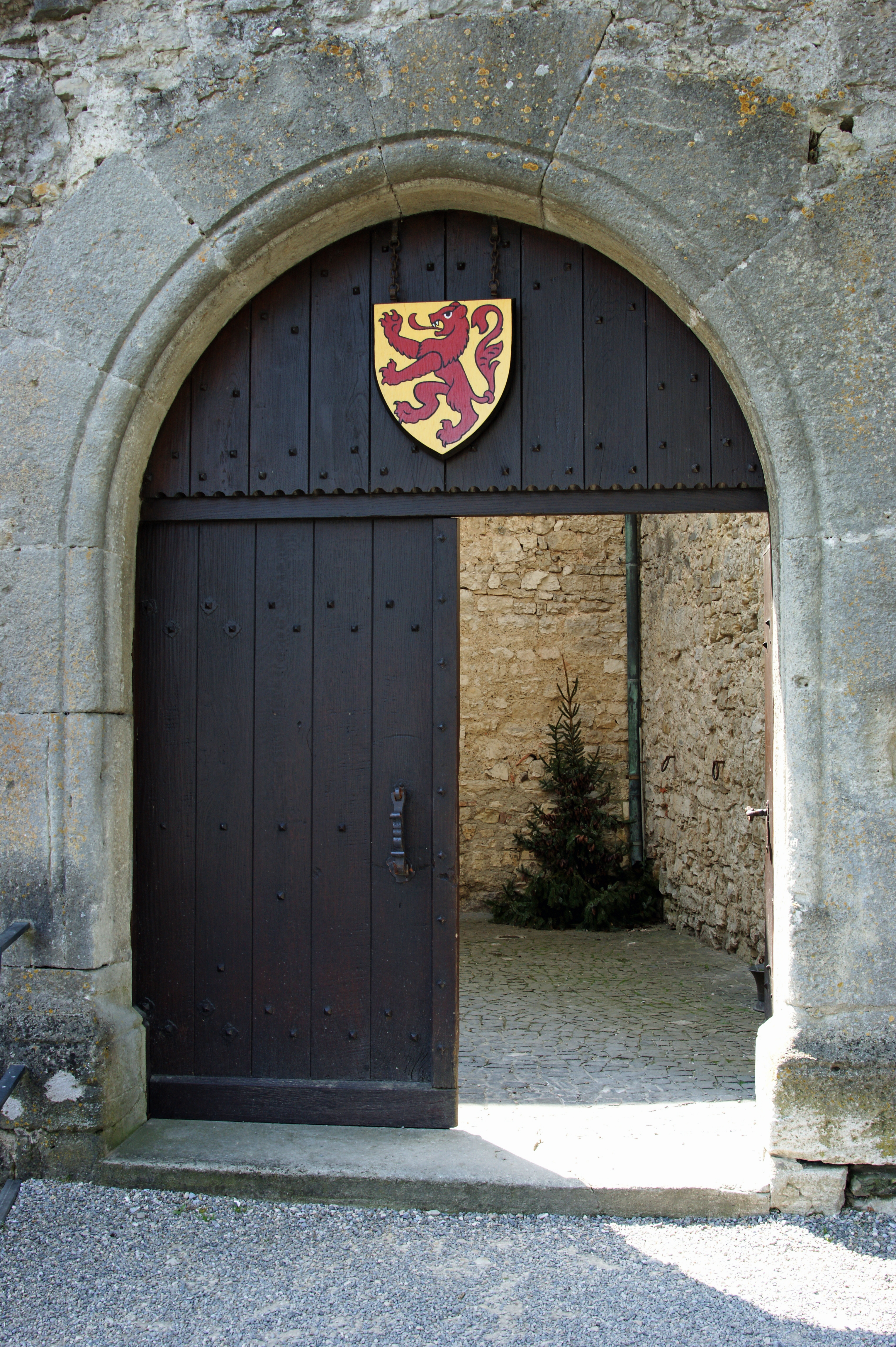
城門とハプスブルク家のライオンの紋章

史料的に遡れる最古のハプスブルク家の祖先である「領地持ちのグントラム」（東フランク国王オットー1世から、裏切りの罪で領地を没収されたアルザス地方のグントラム金満公と同一人物と考えられている）の孫で、シュトラスブルク司教の座にあったヴェルナー1世が築城した。築城時期は1020年から1030年頃と伝えられ、その年代は近年の発掘調査により確かなものとされる。創建当時は現在のスイス国内では最大規模の城郭だったと推測される。

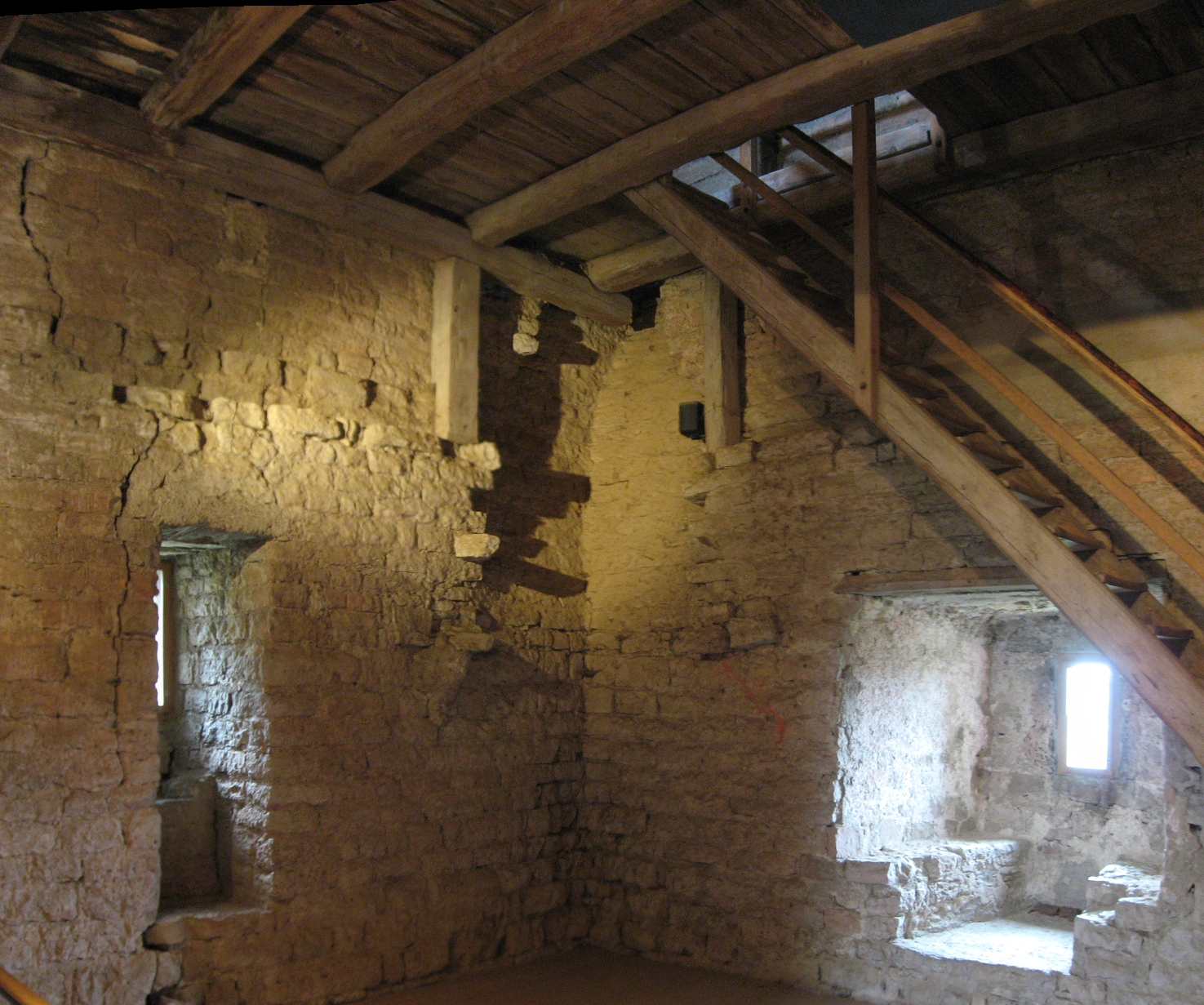
城内の一室

主要部分は11世紀から12世紀に完成された。増改築は13世紀頃まで断続的に続けられ、今日みられる遺構は、12世紀から13世紀前半の間に建てられた居住棟、小塔、本館と考えられている。しかし、部屋数は少ないうえに狭く、外からの寒気や悪臭を防ぐことのできない穴の窓など、居住性は悪く、城の住人の生活水準は富農とさほど変わらないレベルだったようである。
1230年頃、すなわちハプスブルク初の神聖ローマ帝国君主となるルドルフ1世の少年期には、すでにハプスブルク家の所有を離れている。第一次世界大戦後、オーストリア＝ハンガリー帝国最後の皇帝カール1世はスイスへの亡命に追い込まれた。スイス亡命時代のカール1世とその一家は、ハプスブルク家発祥の地であるこの城をたびたび訪れたという。カール1世は帝政崩壊後の1919年9月5日に誕生した五男に、スイスで生まれた始祖ルドルフ1世にちなんでルドルフと名付けている。